# Superman: Doomsday
Superman: Doomsday (en español La muerte de Superman o también Superman: El Día del Juicio) es una película de superhéroes animada estadounidense directamente para vídeo del año 2007, una adaptación de la popular historia de DC Comics La muerte de Superman, centrándose en la supuesta muerte del superhéroe Superman. La película está clasificada como PG-13 por la Motion Picture Association of America por acción violenta y es la primera en la línea de Películas animadas originales del Universo DC publicada por Warner Premiere and Warner Bros. Animation. Fue seguida por Justice League: The New Frontier.
La película fue estrenada el 18 de septiembre de 2007. Antes del lanzamiento del DVD, la película se exhibió por primera vez en la San Diego Comic-Con el 26 de julio de 2007. Su primera transmisión en EE. UU. fue en Cartoon Network el sábado 12 de julio de 2008 a las 9:00 p. m. EST. A pesar de estilos de animación similares, la película utiliza nuevos modelos de animación, y sólo se basa libremente en el Universo animado de DC que duró durante los años 1992-2006, con algunas alusiones a la serie anterior, así como a la serie de dibujos animados Superman de Max Fleischer, encontrada en la Fortaleza de la Soledad.

## Argumento
Superman y Lois Lane mantienen una relación sentimental, pero a Lois no le gusta que él no le revele su identidad secreta. Mientras excavan, los trabajadores de LexCorp desentierran la nave espacial de Doomsday, un supersoldado genéticamente modificado que es extremadamente hostil a cualquier forma de vida que encuentre. Masacra al equipo de excavación y comienza una ofensiva contra Metrópolis, matando animales y humanos a la vista. Cuando Doomsday llega a Metrópolis, diezma al ejército hasta que llega Superman. Superman y Doomsday se enfrentan en una feroz batalla por toda Metrópolis, donde Superman es brutalmente derrotado, pero finalmente gana. Sin embargo, la victoria es efímera, ya que Superman muere en los brazos de Lois.
Lex Luthor asesina a su asistente Mercy Graves para asegurarse de que nadie más sepa de la participación de LexCorp en la liberación de Doomsday. El mundo llora a Superman y Metrópolis lo honra con un monumento. Los amigos de Superman afrontan su muerte de diversas maneras. Jimmy Olsen acepta un trabajo en el periódico sensacionalista The National Voyeur, Perry White se vuelve alcohólico, y Lois, al descubrir que Clark era Superman, visita a Martha Kent en busca de consejo. En ausencia de Superman, Metrópolis se ve abrumada por criminales. Juguetero usa una araña mecánica gigante para retener a niños como rehenes. Lois decide salvarlos ella misma, pero Juguetero intenta matarla a ella y a una niña pequeña. Superman sale de su tumba y salva a Lois y a la niña, apresando a Juguetero. No parece ser el mismo Superman, pero Lois lo descarta como una sorpresa. Sin embargo, sospecha cuando Martha le dice que Clark no ha llamado a casa. 
Se revela que el Superman resucitado es un clon creado por Luthor, quien mantiene el cuerpo del verdadero Superman preservado en un tubo, sin saber que Superman apenas ha sobrevivido. Periódicamente tortura al clon Superman en una habitación especial revestida de plomo. Un robot de la Fortaleza de la Soledad detecta que Superman sigue vivo, recupera su cuerpo y comienza a revivirlo. Mientras tanto, la actitud del clon se ensombrece al enterarse de que Juguetero mató a un niño. En represalia, el clon secuestra al villano y lo asesina frente a la comisaría. La ciudad queda atónita y el clon amenaza a la población para que cumpla la ley. Esto convence a Lois y Martha de que el clon no es el verdadero Superman.
Lex reprende al clon, le ordena encontrar el cadáver de Superman y amenaza con matarlo si vuelve a portarse mal. El clon deduce que tiene una bola de kryptonita protegida con plomo en el cerebro y se la extrae. Lois tranquiliza a Luthor y revisa sus archivos con Jimmy, descubriendo que está clonando un ejército de Superman. Lex despierta armado con una pistola, pero el clon original salva a Lois y Jimmy, destruyendo las instalaciones de clonación y a los clones que aún no han despertado. Luthor intenta emboscar al clon en una habitación del pánico, pero este simplemente lo encierra dentro y arroja toda la habitación a la calle. Este último presunto asesinato desencadena una acción militar que fracasa.
Superman revive y decide enfrentarse al clon, aunque sus poderes no han sido recuperados por completo. Para aumentar sus posibilidades, se pone un "traje solar" y lleva una pistola de kryptonita. Ambos luchan y Lois logra alcanzar al clon con una ráfaga de kryptonita. El clon destruye el arma, pero el cartucho de kryptonita se pega a su pecho y Superman lo vaporiza con su visión de calor. Antes de morir, el clon le dice a Superman que proteja a la gente. Lois está segura del verdadero Superman cuando este la besa, y la multitud está igualmente feliz ahora que saben que el verdadero Superman está vivo. En el apartamento de Lois, Superman se revela como Clark Kent, y Lois lo abraza con júbilo. En LexCorp, Lex se revela gravemente herido, pero aún con vida. Sonríe, pensando que aún podría haber una manera de destruir a Superman.

## Reparto
- Adam Baldwin como Clark Kent/Superman.
- Anne Heche como Lois Lane.
- James Marsters como Lex Luthor.
- John DiMaggio como El Juguetero.
- Tom Kenny como El Robot.
- Swoosie Kurtz como Martha Kent.
- Cree Summer como Mercy Graves.
- Ray Wise como Perry White.
- Adam Wylie como Jimmy Olsen.
- Chris Cox como Damon Swank.
- Hettie Lynne Hurtes como presentador de noticias.
- James Arnold Taylor como Oficial Tucker.
- Townsend Coleman como operador de taladro.
- Kimberly Brooks como Murphy.
- Kevin Smith como hombre gruñón.

## Banda sonora
La banda sonora de Superman: Doomsday fue lanzada el 26 de octubre de 2007. La música fue compuesta por Robert J. Kral. Está compuesta por:
| Superman: Doomsday (Soundtrack from the DC Universe Animated Original Movie) |                                 |          |  |
| N.º                                                                          | Título                          | Duración |  |
| 1.                                                                           | «Superman Doomsday Main Title»  | 2:05     |  |
| 2.                                                                           | «Fortress of Solitude»          | 1:33     |  |
| 3.                                                                           | «Alien»                         | 2:25     |  |
| 4.                                                                           | «Killing the Hick»              | 0:52     |  |
| 5.                                                                           | «Doomsday Rising»               | 2:11     |  |
| 6.                                                                           | «Superman vs Doomsday»          | 1:49     |  |
| 7.                                                                           | «Doomsday Battle»               | 2:11     |  |
| 8.                                                                           | «Superman's Sacrifice»          | 2:38     |  |
| 9.                                                                           | «The Death of Superman»         | 2:07     |  |
| 10.                                                                          | «Lois & Martha»                 | 0:48     |  |
| 11.                                                                          | «Toy Man Attacks»               | 2:28     |  |
| 12.                                                                          | «Return of the Hero»            | 2:22     |  |
| 13.                                                                          | «Superman Clone»                | 3:16     |  |
| 14.                                                                          | «Heartbeat»                     | 0:43     |  |
| 15.                                                                          | «Relocated»                     | 1:13     |  |
| 16.                                                                          | «Lois Was Right»                | 0:37     |  |
| 17.                                                                          | «Cat Rescue»                    | 1:42     |  |
| 18.                                                                          | «A Safe Superman»               | 1:47     |  |
| 19.                                                                          | «Lois' Plan»                    | 2:21     |  |
| 20.                                                                          | «Clone Discovery»               | 1:30     |  |
| 21.                                                                          | «Luthor's Fate»                 | 0:32     |  |
| 22.                                                                          | «Superman's Return»             | 2:27     |  |
| 23.                                                                          | «Superman vs. Superclone»       | 4:56     |  |
| 24.                                                                          | «Superman's Victory»            | 4:23     |  |
| 25.                                                                          | «Smallville Elementary»         | 1:03     |  |
| 26.                                                                          | «Superman: Doomsday End Titles» | 2:58     |  |
| 57:34                                                                        |                                 |          |  |